# (25743) Serrato
(25743) Serrato est un astéroïde de la ceinture principale.

## Description
(25743) Serrato est un astéroïde de la ceinture principale. Il fut découvert le 7 janvier 2000 à la station Anderson Mesa par le programme de relevé astronomique LONEOS. Il présente une orbite caractérisée par un demi-grand axe de 3,03 UA, une excentricité de 0,08 et une inclinaison de 16,1° par rapport à l'écliptique.